# Бугульмінка
Бугульмі́нка (рос. Бугульминка, башк. Бөгөлмә) — присілок у складі Альшеєвського району Башкортостану, Росія. Входить до складу Воздвиженської сільської ради.
Населення — 131 особа (2010; 142 в 2002).
Національний склад:
- росіяни — 43 %